# 今尾城
今尾城（いまおじょう）は、岐阜県海津市にあった中世の日本の城（平城）。揖斐川左岸に位置する。遺構はほとんど残っておらず、敷地の一部は海津市立今尾小学校になっている。

## 歴史
文明年間に斎藤氏の家臣・中島重長が築城し、以降4代・70年以上にわたって居城としたとされる。1567年（永禄10年）には、織田信長の命で駒野城主だった高木貞久が城主となった。この後は森寺氏や戸倉氏が居城したとされ、1583年（天正11年）頃は森寺忠勝が城番となっていた。翌1584年（天正12年）には小牧・長久手の戦いの恩賞として吉村氏吉に今尾城一帯が与えられた。
その後、1587年（天正15年）に市橋長勝が城主となり、1599年（慶長4年）には当地で1万石を領している。長勝は翌1600年（慶長5年）には関ヶ原の戦いの功績で1万石を加増された後、1608年（慶長13年）に伯耆国矢橋藩に移封された。代わって竹腰正信が当地で今尾藩主となると今尾城は廃されて跡地に今尾陣屋が設けられ、敷地の南・東・北に堀を、西には堤を築いた。正信は1619年（元和5年）に1万石を加増されて3万石となると1622年（元和8年）からは今尾に住み、以降は代々犬山藩の成瀬氏とともに尾張藩の付家老として藩政を支えた。陪臣のため今尾藩は正式な藩ではなかったが、1868年（明治元年）に立藩が認められ、1万石を尾張藩に返還して2万石の藩となった。なお、1871年（明治4年）に廃藩されている。

## 現地情報
所在地
岐阜県海津市平田町今尾4434
アクセス
- JR東海東海道線大垣駅より名阪近鉄バス